# 光明寺 (鎌倉市)
光明寺（こうみょうじ）是位在日本神奈川縣鎌倉市的寺院，淨土宗七大本山之一。山號「天照山」（てんしょうざん）。本尊阿彌陀如來、開基（創立者）為北條經時、開山為然阿良忠。關東十八檀林第一位之寺。

## 關連項目
- 關東十八檀林

## 外部連結
- 淨土宗大本山 光明寺（页面存档备份，存于） （日語）